# Neoporteria annulata
Neoporteria annulata là một loài nhện trong họ Amaurobiidae.
Loài này thuộc chi Neoporteria. Neoporteria annulata được miêu tả năm 1967 bởi Roth.